# William Parry Murphy
William Parry Murphy (Stoughton, Wisconsin, 6 de febrero de 1892 - Brookline, Massachusetts, 9 de octubre de 1987) fue un médico estadounidense que compartió el Premio Nobel de Fisiología o Medicina en 1934 con George Richards Minot y George Hoyt Whipple por el descubrimiento de la terapéutica de la anemia perniciosa con extractos de hígado.
Estudió en las Universidad de Oregón y en la Facultad de Medicina de la Universidad Harvard.
| Predecesor: Thomas Hunt Morgan | Premio Nobel de Fisiología o Medicina 1934 | Sucesor: Hans Spemann |

- Datos: Q80323
- Multimedia: William P. Murphy / Q80323